# Pławidło
Pławidło (prononciation : [pwaˈvʲidwɔ] ; en allemand : Tirpitz) est un village de la gmina de Słubice dans le powiat de Słubice de la voïvodie de Lubusz dans l'ouest de la Pologne.

## Géographie
Le village se situe dans la région historique du pays de Lubusz, près de la frontière allemande sur l'Oder. Il se trouve à environ 8 kilomètres au nord de Słubice (siège de la gmina et du powiat), 57 kilomètres au sud-ouest de Gorzów Wielkopolski (capitale de la voïvodie) et 82 kilomètres au nord-ouest de Zielona Góra (siège de la diétine régionale).
Le village comptait approximativement une population de 225 habitants en 2011.

## Histoire
Vers 1248, le duc silésien Boleslas II le Chauve avait cèdé le pays de Lubusz à l’archevêque de Magdebourg. En peu de temps, la région passe sous la domination de la marche de Brandebourg et devint alors le foyer de la «  Nouvelle-Marche » et des acquisitions suivantes des margraves jusqu'à la frontière de la Grande-Pologne. 
Après la réforme administrative du royaume de Prusse, en 1815, le village est incorporé dans l'arrondissement de Lebus au sein du district de Francfort.
Après la Seconde Guerre mondiale, avec la mise en œuvre de la ligne Oder-Neisse, le village retourne à la république de Pologne (voir Évolution territoriale de la Pologne). La population d'origine allemande est expulsée et remplacée par des Polonais.
De 1975 à 1998, le village appartenait administrativement à la voïvodie de Gorzów. Depuis 1999, il appartient administrativement à la voïvodie de Lubusz.